# Estación de Interlaken West
La estación de Interlaken West (Interlaken Oeste) es una estación ferroviaria ubicada en la comuna suiza de Interlaken, en el Cantón de Berna. La estación principal de Interlaken es Interlaken Ost.

## Historia
La estación de Interlaken West fue inaugurada inicialmente con el nombre de Interlaken en el año 1872 con la puesta en servicio del Bödelibahn, un ferrocarril que pretendía unir las dos partes del lago de Interlaken, el Lago de Thun y el Lago de Brienz.
En la década de 1890 se produjo la conexión de este ferrocarril con Thun y con el resto de la red ferroviaria suiza.
La otra estación del Bödelibahn en Interlaken era la de Interlaken-Zollhaus, pero con la llegada a esta última del ferrocarril BOB (Berner Oberland Bahn) fue ganando importancia, y se decidió cambiar de nombre a las dos estaciones. Interlaken pasó a denominarse Interlaken West e Interlaken-Zollhaus a Interlaken Ost.

## Servicios ferroviarios
La estación cuenta con servicios de alta velocidad (ICE), larga distancia(IC) y regionales (RegioExpress  y Regio) servidos por diferentes operadores: 
- ICE Interlaken Ost - Interlaken-West - Spiez - Thun - Berna - Olten - Basilea SBB - Friburgo de Brisgovia - Fráncfort del Meno - Berlín. Cuenta con unas cuatro salidas diarias. Operado por DB.

- ICE Interlaken Ost - Interlaken-West - Spiez - Thun - Berna - Olten - Basilea SBB - Friburgo de Brisgovia - Fráncfort del Meno - Hamburgo. Una salida diaria. Operado por DB.

- IC Interlaken Ost - Spiez - Thun - Berna - Olten - Liestal - Basilea SBB. Cada hora hay como mínimo una salida, pudiendo haber salidas cada media hora, alternándose con los ICE. Operado por SBB-CFF-FFS.

- RE Interlaken-Ost - Spiez - Zweisimmen. Entre Interlaken West y Spiez no hace paradas intermedias. Usan coches panorámicos. Operado por BLS.

- R Interlaken Ost - Spiez. Tienen una frecuencia de 1 hora y efectúan parada en todas las estaciones del recorrido. Operado por BLS.